# Leiolopisma mauritiana
El eslizón gigante de Mauricio (Leiolopisma mauritiana) es una especie de eslizón grande y extinta que se encontró únicamente en Mauricio . Se extinguió alrededor de 1600, probablemente debido a los depredadores introducidos por el hombre.

## Taxonomía
El eslizón gigante de la Reunión (Leiolopisma ceciliae), otra especie extinta, estaba estrechamente relacionado con el eslizón gigante de Mauricio. El eslizón terrestre de la Isla Redonda (Leiolopisma telfairii) es una especie superviviente más lejana de Mauricio.
Sólo se conoce un espécimen semiacabado, además de algunos huesos extraños. (Supuestamente, un ex director del Instituto de Mauricio tiró a la basura especímenes entre los que se encontraban algunos huesos de esta especie). Al esqueleto restante le faltan los pies y los dedos, lo que hace imposible un análisis biométrico SENI per se (Schnirel. 2004). El esqueleto semicompleto tiene un cráneo con una forma similar a la de un eslizón de lengua azul ( Tiliqua ).

## Comportamiento

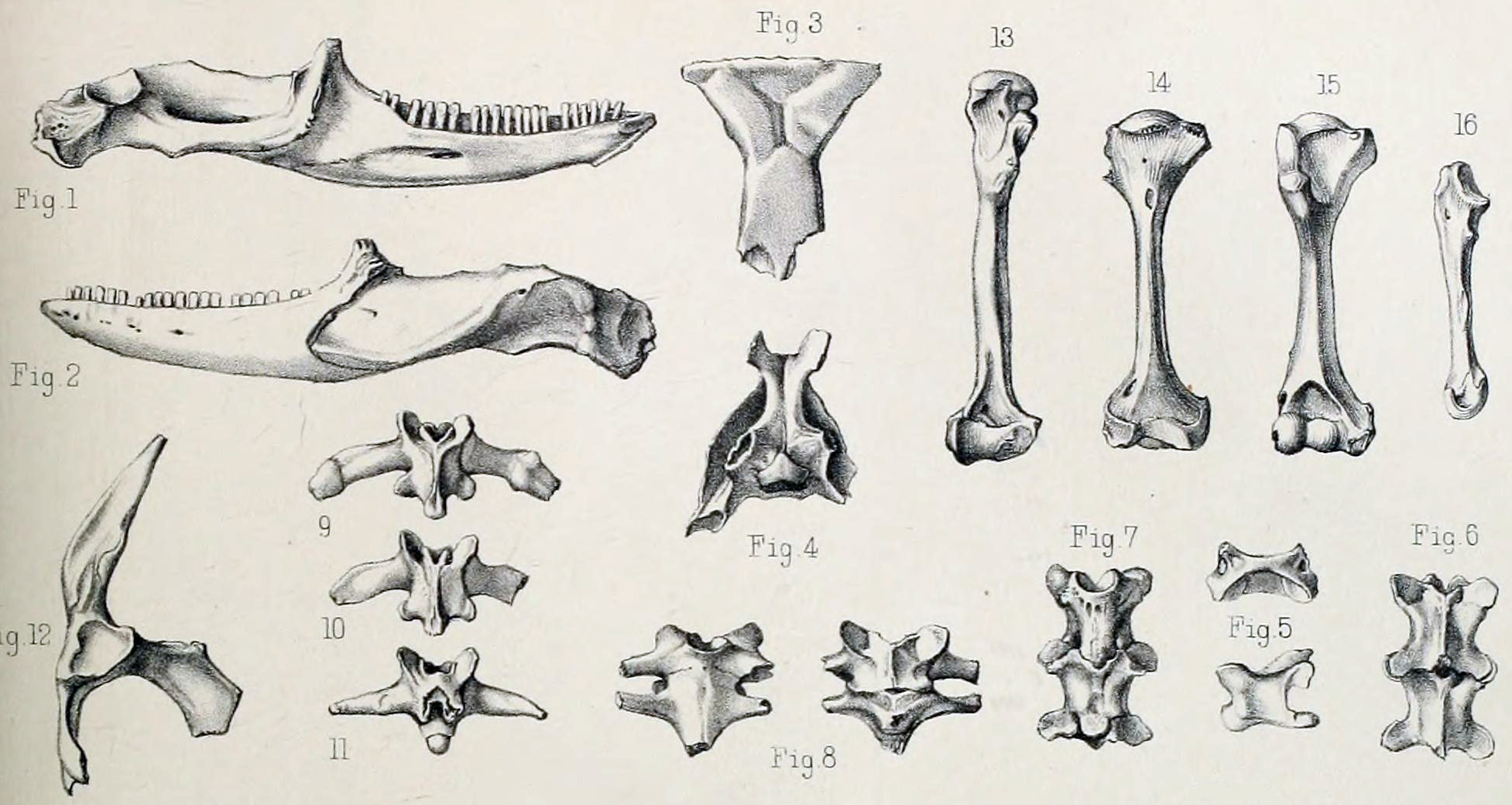
Material subfósil

El comportamiento de este animal no es bien conocido ni documentado por ningún viajero a Mauricio cuando existía; sin embargo, muchas cosas, como su dieta y otros aspectos de su comportamiento, probablemente puedan ser determinadas por las especies de eslizones existentes. Es muy probable que el eslizón gigante de Mauricio compartiera rasgos de comportamiento con muchos otros eslizones terrestres, como el eslizón de lengua azul, como su dieta y su temperamento y velocidad en general. El eslizón gigante de Mauricio era probablemente un omnívoro oportunista que se alimentaba de cualquier cosa, desde pequeños invertebrados, pequeños lagartos e incluso frutas y plantas. Lo más probable es que su temperamento fuera muy similar al de los eslizones terrestres modernos y probablemente fuera un animal muy manso que no tenía relativamente ningún miedo a los humanos, que podrían haber desempeñado un papel en su extinción.
La restauración realizada por el (Proyecto Especies en Bronce), si es precisa, da un valor SENI de .06, lo que indicaría que esta especie podría haber tenido un estilo de vida fosorial o saxícola. Esto está además relacionado por el hecho de que el pariente vivo más cercano de esta especie (como lo mencionaron los restauradores) es el eslizón terrestre de Round Island ( Leiolopisma telfairii) . El eslizón de tierra de Round Island también da un valor SENI de 0,06. El eslizón de Round Island es una especie capaz de realizar autotomía caudal. Este eslizón se ve a menudo lanzándose entre la maleza o entre las rocas.